# Kenzaburo Oe

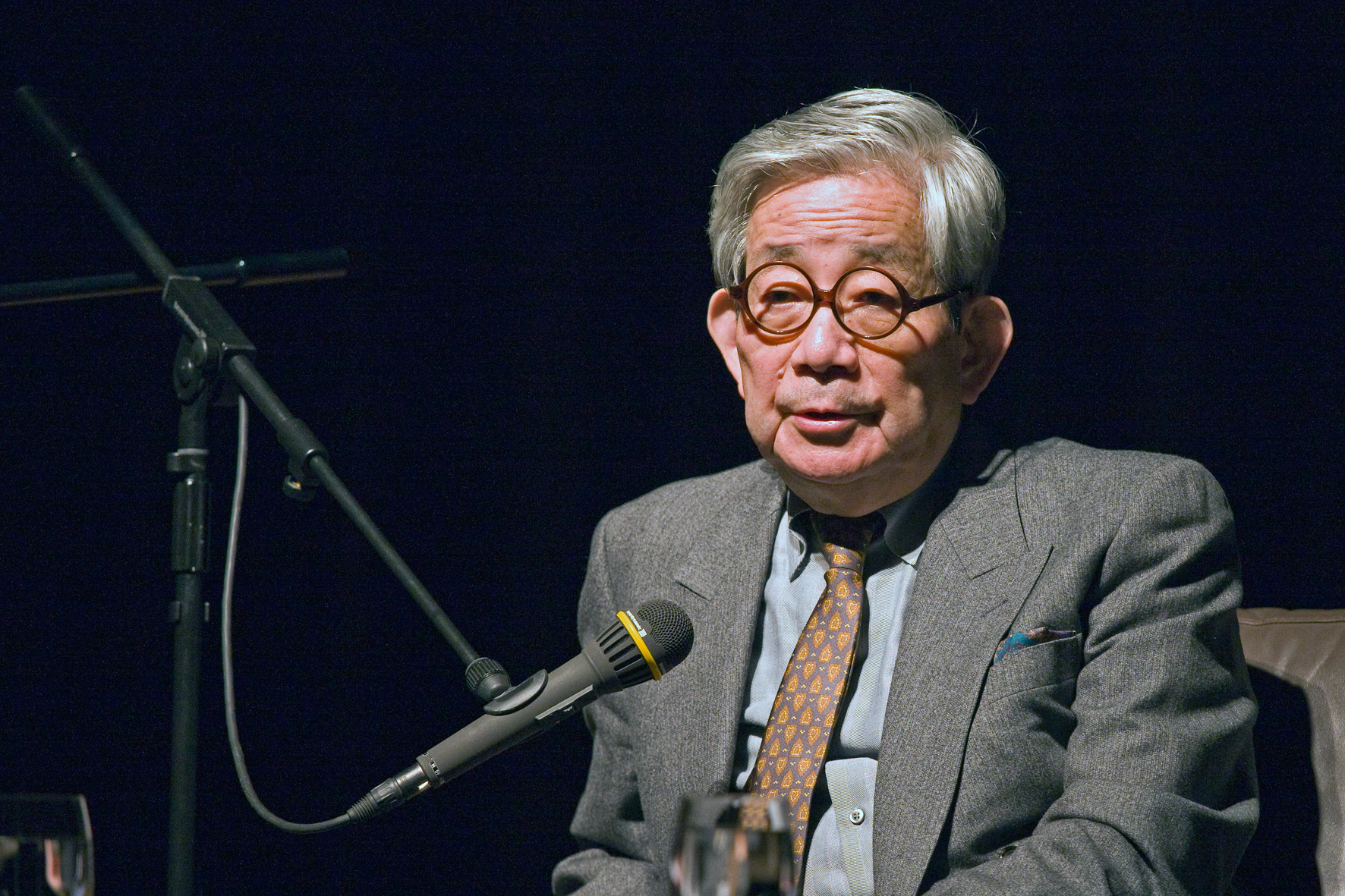
Kenzaburo Oe på Japanisches Kulturinstitut Köln, Tyskland.

Kenzaburo Oe (大江 健三郎, Ōe Kenzaburō), född 31 januari 1935 i Ōse i nuvarande Uchiko i Ehime prefektur på Shikoku, död 3 mars 2023 i Tokyo, var en japansk författare. Han erhöll nobelpriset i litteratur 1994 med motiveringen att han "med poetisk kraft skapar en imaginär värld, där liv och myt förtätas till en skakande bild av människans belägenhet i nutiden".
Oe påverkades i sitt författarskap av Jean-Paul Sartre och existentialismen, och sin stil beskrev han som "polyfonisk", sammansatt och associationsrik. En förebild var Selma Lagerlöf, en annan Henry Miller. Förutom som författare framträdde han som samhällskritiker och debattör.

## Biografi
Oe växte upp i en familj med sex syskon. Fadern dog redan när Oe var nio år. När han var 18 år började han studera fransk litteratur vid universitetet i Tokyo, och vid 22 års ålder publicerade han sin första berättelse. Han gifte sig 1960 och fick tre barn. Hans äldste son Hikari är hjärnskadad, vilket påverkade Oes författarskap, till exempel i boken Mardrömmen. Även den chock han upplevde när Japan kapitulerade 1945 påverkade hans skrivande.

## Utmärkelser
Asteroiden 6931 Kenzaburo är uppkallad efter honom.

### Romaner
- 1964 – Mardrömmen, översättning: Thomas Warburton
- 1967 – Tid för fotboll, översättning: Per Erik Wahlund
- 1986 – M/T och berättelsen om skogens under, översättning: Eiko och Yukiko Duke

### Novellsamlingar
- 1996 – Det visa regnträdet